# Coppa Intercontinentale (calcio a 5 femminile)
La Coppa Intercontinentale di calcio a 5 femminile (ingl. Intercontinental Women's Futsal Cup) è la denominazione del più importante trofeo mondiale di calcio a 5 femminile per club organizzata ufficiosamente dalla FIFA.

## Albo d'oro
| Stagione | Sede                      | Campione       | Risultato             | Secondo posto         |
| -------- | ------------------------- | -------------- | --------------------- | --------------------- |
| 2019     | Navalcarnero Lages        | Leõas da Serra | 1 - 3 3 - 1 (2-1 dts) | Atlético Navalcarnero |
| 2020     | non conosciuta (bandiera) |                | -                     |                       |

## Statistiche

### Club
| Titoli | Squadra        | Anni |
| ------ | -------------- | ---- |
| 1      | Leõas da Serra | 2019 |

### Vittorie per nazione
| Titoli | Nazione | Squadre            |
| ------ | ------- | ------------------ |
| 1      | Brasile | Leõas da Serra (1) |